# FAI rent-a-jet
FAI rent-a-jet é uma empresa da Alemanha que fora fundada em 1987. A empresa está localizada em Nuremberg, na Alemanha. 